# Mesabi Range

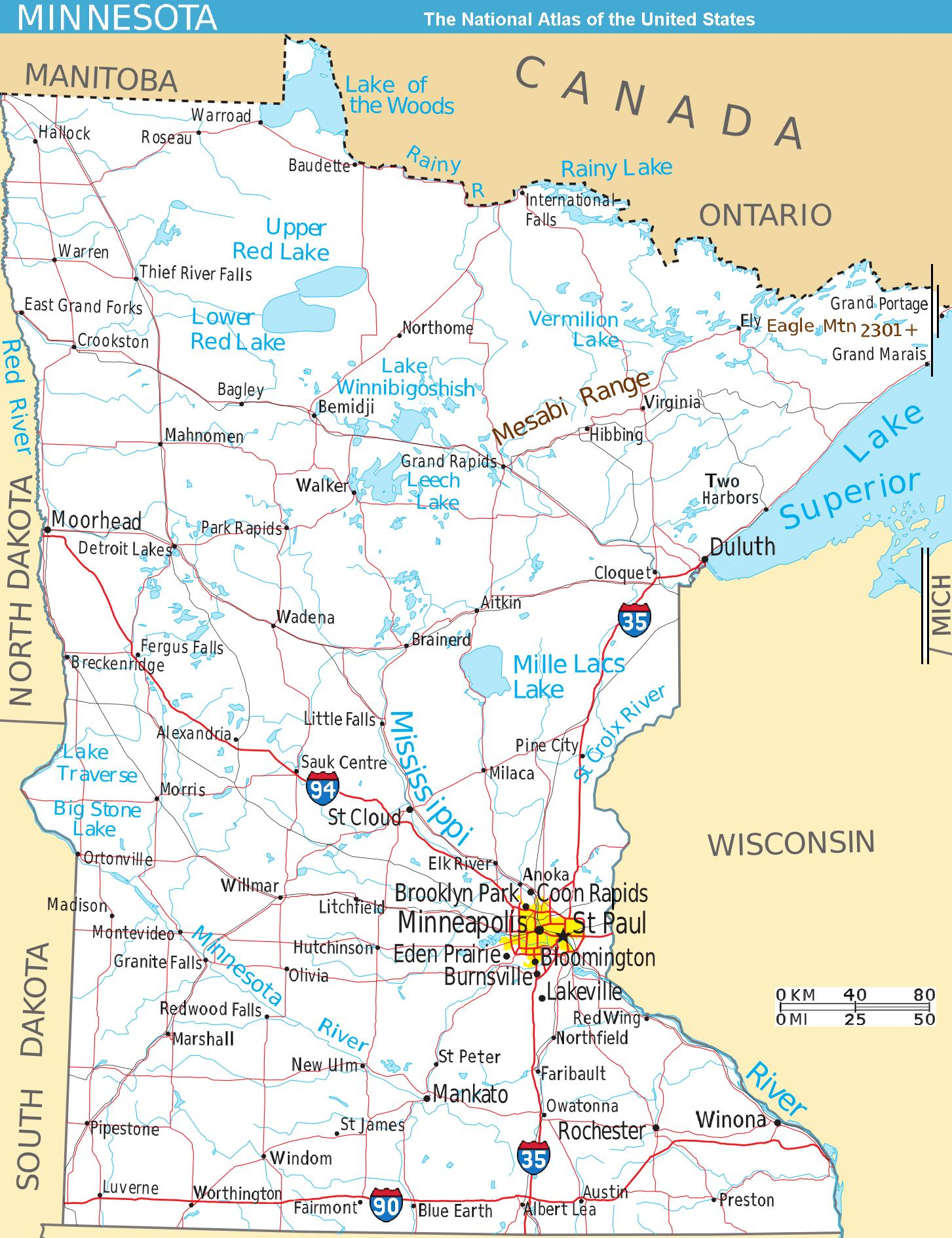
Die Mesabi Range liegt westlich des Lake Superior und nördlich von Duluth

Die Mesabi Range, auch Mesabi Iron Range, ist eine ausgedehnte Lagerstätte von Eisenerzen und das größte der vier Eisenerzvorkommen in Minnesota, die zusammen als Iron Range bekannt sind. Ihr hochgradiges Erz enthält bis zu 70 % Eisen, was die Range zur führenden Eisenerzlagerstätte der Vereinigten Staaten macht. „Mesabi“ ist ein Ojibwa-Name und bedeutet „Riese“.

## Lage
Die Mesabi Range ist ein 110 Meilen (etwa 170 km) langer Eisenerz-Gürtel, durchschnittlich 1 bis 3 Meilen breit, der stellenweise eine Dicke von 500 Fuß (150 m) erreicht. Sie liegt zum großen Teil in Itasca County und St. Louis County. In der Nähe liegen die Städte Grand Rapids, Hibbing, Virginia und Babbit (Minnesota). Es handelt sich um ein ausgedehntes Hügelland.

## Entstehung
Ein Großteil des heute auf der Erde vorkommenden Eisenerzes, einschließlich des der Mesabi Iron Range, wurde während des mittleren Präkambriums gebildet. Durch den Eisenausstoß heißer Quellen im Meer und die Erosion an Land sammelte sich Eisen im Meerwasser und wurde durch Ausfällung und Ablagerung im Sediment angereichert. Beteiligt an diesem Prozess waren Meeresalgen. Das Eisen ist im Takonit, der in der Mesabi Range abgebaut wird, in feinen Schichten enthalten, ähnlich wie in den Eisenerzen der Bändererze (Banded Iron Formation, BIF).

## Geschichte

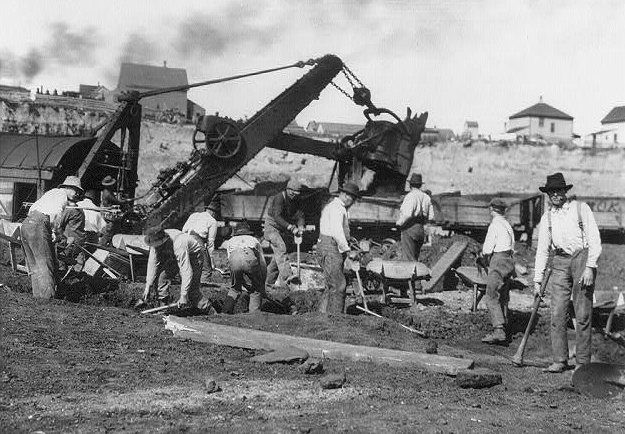
Bergleute bei der Arbeit in der Mesabi Range 1903

Das Eisenerz-Vorkommen wurde von Leonidas Merritt und seinen Brüdern im Jahre 1887 entdeckt, welches sie im Jahr 1892 in ihrer Mountain Iron Mine abzubauen begannen. Das Vorkommen wurde in der ersten Hälfte des 20. Jahrhunderts intensiv ausgebeutet. Viele der großen Industriebarone, darunter John D. Rockefeller, James J. Hill, Andrew Carnegie und J.P. Morgan, waren hier irgendwann einmal involviert und verkauften ihre Unternehmungen schließlich zumeist an U.S. Steel. Die Abbautätigkeiten hatten in den 1970er Jahren abgenommen, wurden seit 2005 jedoch wieder stark angefahren, was auf eine gestiegene Nachfrage aus China und die für Exporteure günstigen Wechselkurse des Dollars gegenüber anderen Währungen zurückgeht. Besonders die Takonit-Produktion ist wieder profitabel, so dass einige bereits geschlossene Minen wiedereröffnet und bestehende Minen vergrößert wurden. Der Hill-Annex Mine State Park bietet Gästen Besichtigungstouren an, um ihnen die Geschichte des Bergbaus und die Arbeit in den Tagebauen zu erläutern. Geführt werden diese Touren von ehemaligen Bergleuten.

## Bergbau
Das Eisenerz liegt zum Großteil nah an der Oberfläche und wird heute im Tagebau gewonnen, während es zu Anfang auch unter Tage in Bergwerken gewonnen wurde. Das abgebaute Erz wird vor allem mit der Duluth, Missabe and Iron Range Railway zu den Häfen von Two Harbors und Duluth abtransportiert. In Two Harbors wird das Erz gemahlen und zu Pellets geformt, bevor es über den Lake Superior transportiert wird. In Duluth werden die aus bis zu achtzig 100-Tonnen-Waggons bestehenden Erzzüge auf massiven Piers an die „Lakers“ herangefahren, große Frachtschiffe, die das Erz zur Weiterverarbeitung in die Eisenhütten von Indiana und Ohio transportieren.
Durch Verwitterungs- und Auflockersvorgänge lässt sich das Erz in der Nähe der Oberfläche leichter abbauen, so dass der Abbau in Tagebauen möglich ist. Der größte von ihnen, und der größte Eisenerz-Tagebau der Welt, ist die Hull-Rust-Mahoning Open Pit Iron Mine in Hibbing. Aufgelassene Tagebaue, die nicht mehr betrieben werden, sind ein vertrauter Anblick im Eisenerz-Gürtel. Die Umgebung mancher Tagebaue wurde zu anderen Nutzungen umgewidmet, so etwa zu Wohngebieten für untere und mittlere Einkommensschichten.

## Populärkultur
Der Film Kaltes Land spielt in der Mesabi Range. Er schildert die Geschichte des Falls Lois E. Jenson gegen Eveleth Taconite Co., einer der ersten Prozesse aufgrund von Sexueller Belästigung, den weiblichen Minenarbeiter 1984 gegen die Bergbaufirma Eveleth Taconite Co. angestrengt hatten, und der 1998 zu ihren Gunsten entschieden wurde.
Robert Allen Zimmerman, bekannt als Bob Dylan, wuchs im Gebiet der Mesabi Range auf.